# Warcraft: Orcs & Humans
Warcraft: Orcs & Humans (в переводе с англ. — «Военное ремесло: орки и люди») — компьютерная игра в жанре стратегия в реальном времени, разработанная компанией Blizzard Entertainment. Это первая игра в серии Warcraft — впоследствии ставшей одной из самых успешных франшиз в истории игровой индустрии.
Warcraft: Orcs & Humans была выпущена для компьютеров с операционной системой DOS 23 ноября 1994 года в Северной Америке компанией Blizzard Entertainment, и в этом же году произошёл выпуск в Европе силами Interplay Entertainment. Версия для Mac OS вышла в свет в начале 1996 года и была выпущена в Северной Америке, став первым продуктом Blizzard Entertainment на платформе Mac OS.
Сюжет включает начало истории Вселенной Warcraft, в которой открывается портал между мирами людей и орков и начинается война между расами. Игрок берёт на себя роль военнокомандующего в начале активной фазы битвы за королевство Азерот, в которой может участвовать как на стороне людей, так и орков. Игровой процесс построен на событиях, которые происходят в реальном времени, а задачами являются управление экономикой и ведение боевых действий. Экономика представлена постройкой зданий, поиском и сбором ресурсов, созданием боевых юнитов и обеспечением технологического развития. Соперник игрока занимается тем же, и конечной целью является победа военным путём. Действия оппонента скрыты «чёрным» туманом войны, когда местность и действия соперника вначале неизвестны.
Начало работ над Warcraft: Orcs & Humans было вдохновлено игрой Dune II, которая помогла оценить потенциал многопользовательского режима. Несмотря на то, что первый разработанный прототип во многом копировал Dune II, разработка прошла длительный этап развития, в течение которого были созданы новый сеттинг и игровой мир, решены многие технические проблемы и внедрены инновационные решения, усовершенствованы искусственный интеллект и другие аспекты игрового процесса. Компания, ранее зависимая от издателей, сделала Warcraft: Orcs & Humans независимым инвестиционным проектом. Последующий успех доказал, что Blizzard Entertainment может обходиться без издателя, компания начала работать над брендом Warcraft и рассматривать его как свою флагманскую игру.
Журналисты встретили Warcraft: Orcs & Humans положительно, оставив хорошие отзывы о многопользовательском режиме, графике, анимации, разнообразии игровых механик, атмосфере, звуковом сопровождении. Критики нашли сходство с другими играми, в первую очередь с Dune II. Помимо этого, обозреватели обратили внимание на ряд различных второстепенных недостатков и указали на возможности улучшения. В конце 1995 года вышло продолжение игры, а сама Warcraft: Orcs & Humans удостоилась нескольких наград в игровой индустрии.
Удачная реализация многопользовательской составляющей в Warcraft: Orcs & Humans помогла Blizzard Entertainment популяризовать жанр стратегии реального времени, что оценивается как её главный вклад в развитие игровой индустрии.
13 ноября 2024 года в рамках празднования 30-летия серии Blizzard Entertainment выпустила ремастер игры.

## Игровой процесс

Игровой процесс Warcraft: Orcs & Humans: орки (юниты зелёного цвета) атакуют город людей (синие); в центре горит главное здание людей, и его разрушает демон, которого атакуют пешие. Слева от горящего здания серая яма — одно из зданий уже уничтожено; в левом верхнем углу поединок всадников; в левой нижней части экрана идёт дистанционный бой орков-копейщиков с арбалетчиками и катапультами людей; левая часть интерфейса содержит игровую карту сверху (всё, кроме города, в тумане войны), информацию о выбранном юните и возможность отдавать приказы через иконки; в верхней строке показан запас ресурсов.

Warcraft: Orcs & Humans представляет собой стратегию в реальном времени, в которой игроку предоставляется возможность сыграть за одну из двух противоборствующих сторон: орков или людей.
Игровой процесс включает в себя базовые элементы зарождавшегося в начале 1990-х годов жанра стратегии реального времени. События в Warcraft: Orcs & Humans происходят на двумерной тайловой карте, где в распоряжении игрока имеется множество зданий и юнитов, которым можно отдавать приказы. Так, по команде за некоторое число ресурсов в зданиях начинаются подготовка новых юнитов, совершенствование технологии (например, ковка новых щитов в кузнице для улучшения характеристик защиты) или постройка дорог и стен города. Управление юнитами происходит напрямую — как правило, необходимо выбрать юнита для отдачи ему приказа, далее делается выбор типа приказа и указывается точка на карте для его выполнения. Это могут быть, например, приказ рабочему рубить лес в заданном месте, атака указанного вражеского юнита и тому подобное.
Количество типов приказов невелико, и приказ фокусируется на некоей точке карты (путь к которой юнит прокладывает самостоятельно). Само же взаимодействие простое — при встрече с вражеским юнитом идёт его атака доступным способом. Разнообразие игрового процесса обеспечивается за счёт множества вариантов расстановки юнитов относительно друг друга (игрок тактически организует оборону или нападение в зависимости от обстоятельств — местности, сил противника, происходящих событий и так далее), множества типов юнитов и их характеристик (имеются ближние и дистанционные атаки, различные скорости перемещения, состояния здоровья и запаса маны и так далее) и ограничений реального времени. Таким образом, игра комбинирует в себе микроменеджмент экономики и боевую систему, долгосрочное стратегическое планирование и тактические сражения, которые необходимо вести в реальном времени.

### Кампании и многопользовательская игра
Warcraft: Orcs & Humans предоставляет однопользовательский и многопользовательский режимы. Первый представлен двумя кампаниями за каждую из рас. По сюжету орки, исследуя другие измерения, открывают портал, переносящий их в мир людей (Азерот), и, движимые жаждой крови, начинают войну против королевства людей. Кампания представляет собой сюжетную последовательность отдельных сценариев, каждый из которых игрок должен пройти для того, чтобы приступить к следующему. В каждом сценарии требуется выполнить некоторое задание, при этом последние различаются. Типичным игровым процессом является развитие экономики, когда идёт стройка зданий и технологические улучшения, и далее на её основании создается армия, которая сможет победить врага, который, в свою очередь, занимается тем же. Вместе с тем есть сценарии без экономической составляющей, в которых, например, нужно, имея ограниченный боевой отряд, исследовать пещеру и спасти героя или атаковать и разрушить вражеское поселение.
Сложность и разнообразие игрового процесса в кампании идут по нарастающей. Так, в первом сценарии кампании доступны базовые боевые юниты ближнего боя и рабочие для добычи золота и леса, а заданием является постройка некоторого числа ферм. В следующей миссии предоставляются доступ к юнитам дистанционной атаки и возможности улучшать их. Таким образом, в игру постепенно вводятся новые юниты (конница, лекари и др.) и здания (кузница, конюшни и т. п.). Ряд сценариев представляют сложность для первого прохождения, когда даётся некоторая ситуация и необходимо выработать для неё особенную стратегию победы. Так, в одном из сценариев нет возможности добывать ресурсы и где-то на карте находятся в плену рабочие. Соответственно, нужно догадаться, где их найти, имеющимися силами обеспечить защиту города и освободить из плена рабочих, с которых в дальнейшем начинает работать экономика.
В многопользовательском режиме можно играть вдвоём по локальной сети или с помощью модема. В этом режиме предоставляется доступ ко всем возможностям Warcraft: Orcs & Humans, которая происходит в рамках одного сценария, и игрокам даётся набор опций: выбор из набора фиксированных карт, выбор расы и начальной армии.

### Экономика
В Warcraft: Orcs & Humans имеется два добываемых ресурса — золото и лес — и для их получения используются юниты-рабочие. Золото добывается в шахтах, которые расположены в определённых местах и на начало сценария имеют некоторый запас золота. Лес же является частью непроходимого ландшафта, и его вырубка приводит к расчистке местности. Игрок может отдать приказы рабочим на добычу в той или иной шахте или на вырубку леса в определённом месте. Полученные ресурсы расходуются для создания юнитов, усовершенствований и постройки зданий. Здания в зависимости от типа занимают определённую площадь и могут быть построены на участке свободной местности, к которому проведена дорога. Одним из типов зданий является ферма, которая формирует третий ресурс — максимальное количество поддерживаемых юнитов. Постройка дополнительной фермы увеличивает это значение на 4; таким образом, фермы нужны для создания большой армии или поддержания нужного числа рабочих.
Развиваясь технологически, игрок может улучшать боевые характеристики юнитов (атаку, защиту, скорость и т. п.) и разрабатывать магические заклинания (невидимости, ядовитых облаков и другую). Изучение происходит в специализированных для этого зданиях после траты заданного для улучшения числа ресурсов и после прохождения некоторого времени. В начале некоторые здания недоступны для постройки, и для получения возможности их возведения требуется наличие в городе других строений (например, для постройки конюшни нужна кузница).

### Боевая система
Все юниты в Warcraft: Orcs & Humans имеют ряд характеристик (запас здоровья, дальность атаки, уровень брони, диапазон наносимых повреждений и другие), и каждый из них занимает одну клетку карты. Находясь в игровом мире, персонаж при наличии приказа выполняет задание до завершения или находится в режиме ожидания. Из последнего он может выйти в случае, если увидит врага в радиусе действия своего оружия или если сам подвергнется атаке. Игрок может отдавать приказы в реальном времени, исходя из обстановки, событий, используемых стратегий и тактик. При этом в управление заложена возможность одновременного выбора до четырёх юнитов и отдачи приказа сразу всему отряду. Боевая система базируется не только на описанных принципах, но и на разнообразии боевых юнитов, основными из которых считаются всадники (быстрые юниты ближнего боя), лучники (дистанционные атаки) и катапульты (медленные дистанционные атаки, поражающие несколько клеток карты). Данные типы уже позволяют игрокам реализовывать множество различных стратегий. Отдельными юнитами рассматриваются маги и лекари, у которых, кроме запаса здоровья, есть запас маны, и его они могут использовать для лечения и различных заклинаний.
Одним из важных элементов развития и сражений является туман войны. В Warcraft: Orcs & Humans реализован только «чёрный туман», когда в начале карта скрыта от игрока, и после единовременного посещения область становится видимой, а также видны все происходящие на ней события.
У рас имеется ряд отличий. Некоторые незначительны (арбалетчики людей поражают цель на несколько большем расстоянии, чем копейщики орков), но есть и принципиальные, к которым прежде всего относится различный набор магических заклинаний. Люди могут лечить товарищей, в то время как орки могут превращать павших в бою (как людей, так и орков) в скелетов и использовать их в качестве боевых юнитов. Кроме того, люди могут делать дружественных юнитов невидимыми, а орки своих наделяют вре́менной бронёй.

## Сюжет
Warcraft: Orcs & Humans предлагает два линейных сюжета в рамках соответствующих кампаний — людей и орков. Каждый из них излагается в виде 12 эпизодов летописи, повествующей о битве за королевство Азерот.

### Люди
В течение более тысячи лет матриарх Эгвин (англ. Aegwynn) была единственным защитником мира людей, ограждая его от потусторонних тёмных сил. Когда она почувствовала, что наступает её время уйти, она решила родить преемника, в котором были бы сохранены её магические способности, но при этом они должны были проявиться, когда тот станет взрослым. В качестве отца был выбран маг Азерота, и после рождения мальчик с именем Медив (англ. Medivh) остался при королевском дворе. Магическая сила проявилась, когда Медиву было около 12 лет, и это проявление оказалось настолько тяжёлым, что тот впал в бессознательное состояние на 6 лет. После этого Медиву удалось выйти из комы, но Эгвин сообщила, что что-то случилось за это время и тёмные силы могли отравить его разум.
Медив начал изучать тёмную магию и тем самым увеличивать свою силу. Занимаясь этим, он нашёл мир Дренор, населенный орками, и связался с их колдуном Гул’даном (англ. Gul´dan). Они заключили сделку, согласно которой Медив предоставит портал в мир людей и после поражения Азерота будет править обоими мирами, а Гул’дану расскажет о местонахождении гробницы Саргераса (англ. Sargeras), хранящей древние тайны.
После открытия портала в королевстве настали трудные времена — страна окунулась в смуту, так как из портала пришли отвратительные существа — орки — и напали на людей. Люди не сразу поняли, что происходит, — сначала не оказывали сопротивления, и за это время ужасные создания распространились по Азероту. Они убили короля, и немногим позже его сын Ллейн взял власть в свои руки и решил освободить землю от нечисти. Несколько лет шла война Азерота с орками, и за это время король понял, что, несмотря на то, что орки очень сильны и злы, в бою они не организованы. Это стало ключом к будущим военным успехам, но люди, освобождая королевство, так и не нашли место, откуда появляются орки. Война истощила обе стороны, и наступило затишье.
На десятом году царствования Ллейна к нему пришёл странник, который сообщил о новой надвигающейся опасности со стороны орков. В то же время участились нападения орков на пограничных землях, и, по сообщениям, враги стали более организованны. Разведчики короля узнали, что орк Чернорук (англ. Blackhand) объединил кланы орков и намеревается захватить Азерот. В данных условиях король распорядился начать в королевстве подготовку к войне.
С этого момента начинаются битва за Азерот и события в игре, во время которых игроку нужно организовывать укрепления, защищаться от нападений орков, захватывать форпосты, спасти в пещерах героя Лотара, сражаться с предателями королевства, спасать пленных, найти и уничтожить Медива. Во время войны погибает король Ллейн, убитый предателем и шпионом орков Гароной (англ. Garona) в Штормграде. Умирающий король отдаёт приказ о том, что игрок должен взять на себя роль лидера в идущей войне и положить ей конец. С помощью подконтрольных войск игрок уничтожает храм Проклятых, находящийся в глубине владений орков. Далее происходит захват двух ключевых городов Азерота, что открывает возможность последней миссии — нападения на главную крепость Чернорука.

### Орки
Орки возникли среди болот как немногочисленная раса, которая жаждала доминирования и господства над другими. Со временем они начали постепенно захватывать новые земли и с каждой победой становились всё сильнее. Все расы, которые оказались более слабыми, были уничтожены в их мире, и единственным способом удовлетворения доминирования стала война кланов орков друг с другом. В их мире ещё присутствовали чернокнижники, наблюдавшие за событиями со стороны. Хотя им нравилось обилие войн и крови, после полной победы орков они увидели в их вражде опасность для расы и решили найти им общего врага.
В определённый момент чернокнижники заметили небольшой разрыв в пространстве и начали изучать его. Впоследствии они поняли, что этот разрыв может стать порталом, и стали экспериментировать, чтобы сделать его более стабильным и широким. Проникнув в другой мир, они добыли и принесли несколько неизвестных растений как доказательство работы портала. Это помогло им уговорить кланы орков прекратить вражду на год с обещанием открыть им путь в новый мир. Подготовив портал, чернокнижники сначала отправили в него семь орков-воинов. Те, найдя деревню людей и разграбив её, вернулись с сообщением о том, что в новом мире есть много еды, а сами люди беззащитны.
Исследуя новый мир, орки начали отправлять туда всё больше и больше воинов. Началась война, во время которой орки узнали о замке на севере Азерота и решили, что его захват позволит им установить контроль над королевством. Нападение на замок застало людей врасплох, и постепенно, несмотря на сопротивление, орки начали побеждать. Однако во время сражения на помощь защитникам подошли конные рыцари, с которыми орки до этого не были знакомы. Неся большие потери от неизвестного типа войск, орки бежали к болотам и вернулись обратно через портал.
После этих событий мнения кланов разделились. Часть из них настаивала на том, чтобы закрыть портал, а другие, наоборот, предлагали атаковать людей всеми имеющимися силами. Так продолжалось в течение 15 лет, пока не появился орк Чернорук, который сумел устранить оппонентов и объединить под своей властью орков, чернокнижников и некромантов. Одновременно Чернорук понял, что люди побеждали орков за счёт стратегии и тактики ведения боя, и поэтому он начал организованно проводить захватнические рейды на поселения людей. С этого момента орки под предводительством Чернорука начали готовиться к войне для того, чтобы победить людей.
Игрок начинает отыгрывать свою роль в эпизодах с начала войны — битвы за Азерот. Сначала даются простые задания, такие как постройка заставы или защита опорного пункта от атак людей, и постепенно идёт переход к более сложным: уничтожение защищённых поселений людей или борьба с мятежниками. Со временем игрок благодаря своим успехам отстраняет Чернорука от ведения войны и становится на его место. После выполнения нескольких миссий кампания заканчивается сражением за Штормград, в котором орки убивают короля Ллейна.

## Создание игры

### Зарождение проекта
Будущие создатели Warcraft: Orcs & Humans работали в компании-стартапе Silicon & Synapse, которая позднее была преобразована в Blizzard, и в это время играли во множество компьютерных игр. Одной из них оказалась Dune II, давшая толчок их творческой мысли, благодаря которому в дальнейшем был создан Warcraft. Один из создателей Warcraft, Патрик Уайетт, отмечает, что Dune II значительно отличалась от вышедшей одновременно с ней Dune и по сути определила игровой дизайн создававшейся франшизы Warcraft, который существенно не изменялся вплоть до Starcraft II. Сотрудники Blizzard интенсивно играли в Dune II в обеденное время и после работы, стараясь определить сильные и слабые стороны рас, а также искали новые стратегии и тактики. Несмотря на то, что это всё приносило много удовольствия, в игре был замечен ряд недостатков, нуждающихся в исправлении. Прежде всего, предлагался только однопользовательский режим против искусственного интеллекта компьютера, хотя игровой процесс очень хорошо подходил для одновременной игры нескольких игроков. Это обеспечивалось тем, что события развивались в реальном времени и, в отличие от пошаговых стратегий, можно было играть одновременно с противником. Именно этот недостаток стал отправной точкой для создания Warcraft, разработка которого началась без каких-либо попыток проектирования игровых механик, оценки технических требований, планирования бюджета или поиска персонала. Проектирование не происходило даже «на салфетке». Сами сотрудники такой режим работы называли «бизнес-план на сегодня» (фр. business plan du jour).
Создание Warcraft: Orcs & Humans началось в сентябре 1993 года, когда над проектом работал один программист Патрик Уайетт, а разработка велась без использования каких-либо графических ресурсов. Был взят скриншот Dune II как шаблон интерфейса, и на его основе создавался игровой движок, позволяющий на начальном этапе выполнять скроллинг карты, рисование спрайтов, боевых юнитов и их анимации, у него был диспетчер событий для клавиатуры и мыши, диспетчер для реализации поведения юнитов, присутствовал контроль пользовательского интерфейса. Первая версия после реализации не позволяла даже создавать новые юниты (что делалось командами с консоли), но уже можно было играть одному. Все последующие дополнения вводились постепенно. В это время не было какого-либо плана реализации или даже намеченных вех, а решения принимались самими разработчиками, что их очень мотивировало.
Первой уникальной особенностью Warcraft стала возможность одновременного выбора нескольких юнитов и отдачи сразу всем им приказа. Такой опции не существовало в Dune II, где команды можно давать только отдельно каждому юниту, что делало процесс более монотонным. Предоставление множественного выбора существенно улучшило играбельность тактических сражений. По убеждению создателей, Warcraft стал первой игрой, в которой был реализован данный принцип, но разработчики отмечают, что на появление данного способа контроля повлияли такие приложения, как MacDraw и MacDraft, использовавшиеся в то время на Mac OS. Изначально в Warcraft: Orcs & Humans сделали так, что можно было выделять любое количество юнитов и отдавать им приказы, но в дальнейшем наблюдения за игровым процессом показали, что управление толпами в сотни юнитов становится слишком простым, а массовое количество движущихся боевых единиц приводило к алгоритмическим проблемам поиска пути. В связи с этим разработчики ограничили число одновременно выделяемых юнитов четырьмя, что, как следствие, потребовало от игрока уделять больше внимания микроконтролю. Как отмечают разработчики, в сиквеле Dune II Command and Conquer можно было выделять произвольное число юнитов, но не было ограничения, что оказало влияние на игровой процесс. В то время Патрик Уайетт говорил:
Не считая возможности контроля нескольких юнитов одновременно, на этом этапе Warcraft был больше всего похож на упрощённую версию Dune II, причём настолько, что я, защищаясь, шутил, что, хотя Warcraft был безусловно вдохновлён Dune II, эта игра радикально отличалась — наша мини-карта радара была в левом верхнем углу экрана, в то время как у них она была в правом нижнем углу.
Оригинальный текст (англ.)Apart from the ability to control multiple units at one time, at this phase Warcraft resembled nothing so much as a stripped-down version of Dune 2, so much so that I defensively joked that, while Warcraft was certainly inspired by Dune 2, the game was radically different — our radar minimap was in the upper-left corner of the screen, whereas theirs was in the lower-right corner.
Кроме вдохновения от Dune II, вторым важным фактором, движущим разработку вперёд, была идея, изложенная президентом Blizzard Алленом Адхамом (англ. Allen Adham) и повлиявшая на выбор названия. Изначально планировалась серия игр Warcraft, каждая из которых должна была быть помещена в отдельный сеттинг и обладать своими игровыми механиками (о Римской империи, Вьетнамской войне и тому подобное). Эта идея была взята из серии Gold Box настольных игр Dungeons & Dragons, когда с маркетинговой точки зрения новые покупатели могли выбрать более подходящую им игру, а те, кому она понравилась, — продолжить играть, но в другом контексте. Впоследствии темой первой части серии было выбрано противостояние орков и людей в мире фэнтези, и это определило полное название Warcraft: Orcs & Humans.

### Формирование команды
В начале 1994 года Патрик Уайетт достаточно продвинулся в разработке для того, чтобы подключить к ней других сотрудников компании. В команду попали Рон Миллар (англ. Ron Millar), Сэм Дидье (англ. Sam Didier), Стю Роуз (англ. Stu Rose), Боб Фитч (англ. Bob Fitch), Джесси Макрейнольдс (англ. Jesse McReynolds), Майк Морхайм (англ. Mike Morhaime), Микки Нильсен (англ. Mickey Nielsen) и другие. Большинство из них присоединилось к компании после того, как она в феврале 1994 года была приобретена Davidson & Associates.
Рон Миллар изначально был нанят как художник, участвовавший в этой роли в проектах для Gameboy в Virgin Games, но впоследствии хорошо проявил себя в роли геймдизайнера. Сэм Дидье своими способностями создавать фэнтезийные изображения задал художественный стиль героических персонажей Warcraft, который в дальнейшем был полномасштабно взят на вооружение в Blizzard, а для этого проекта Сэм стал художественным руководителем. Стю Роуз работал с фоновыми изображениями и тайловой графикой и сыграл важную роль в художественном дизайне Warcraft. В частности, именно им был создан использовавшийся тогда логотип Blizzard. Помимо этого, Стю Роуз принял участие в звуковом оформлении — ему принадлежит запись голоса «забитого рабочего» в комедийном стиле. Боб Фитч начал работать как программист, совмещая эту задачу с руководством другим проектом этой же компании. Аллен Адхам поручил ему работать над игрой со словами, внутри которой были кроссворды, перемешивание букв и тому подобное, но это направление не вызывало у Боба энтузиазма, и проект почти не продвигался. Через несколько месяцев, когда Боба подключили в помощь Патрику, его энтузиазм по поводу новой игры помог существенно продвинуться в работе. Джесси Макрейнольдс и Майк Морхайм отвечали за сетевую составляющую, где нужно было решать проблемы различных типов соединений, который должны были работать в реальном и защищённом режимах DOS. Джесси написал низкоуровневую сетевую библиотеку для пересылки пакетов IPX по локальной сети, используя для этого знания, полученные в процессе обратной разработки игры Джона Кармака Doom. В июне 1994 года к команде присоединился Билл Роупер (англ. Bill Roper) в качестве сценариста для написания сюжета.
Когда стартовал проект Warcraft: Orcs & Humans, в Blizzard было около 20 сотрудников и одновременно шла работа как минимум над четырьмя другими играми. Было обычным делом, когда художники, программисты и геймдизайнеры участвовали одновременно в двух или более проектах. Однако для решения ключевых вопросов на мозговые штурмы собирался весь штат в компании. Рон Миллар выступал в роли геймдизайнера игры и хорошо проявлял себя как генератор идей, но главное его достоинство заключалось в способности выбирать лучшие идеи у других сотрудников и разрешать противоречия. По большому счёту, мозговые штурмы, генерация идей и обсуждения проходили на собраниях, за обедом, во время встреч в коридорах, и фактически в создание финального продукта вложилась вся команда.

### Разработка
Аллен Адхам надеялся получить права на сеттинг настольных игр Warhammer с целью увеличить продажи за счёт узнаваемости бренда. В то время Warhammer оказал большое влияние на формирование художественного стиля Warcraft, но множество факторов, такие как неспешность формирования условий сделки и сильное желание команды разработчиков контролировать права на создаваемую вселенную Warcraft, снизило возможность подобного сценария. Компания уже на тот момент имела неприятный опыт работы с DC Comics (в это время компания участвовала в разработке игр Justice League Task Force и The Death and Return of Superman с участием супергероев вселенной DC) и не захотела снова столкнуться с теми же проблемами. В то же время тогда казалось маловероятным, что Blizzard станет в будущем за счёт Warcraft доминировать на рынке игр.
Одной из трудностей разработки было то, что у компании на то время не было локальной сети. Это было обусловлено тем, что Blizzard занималась разработкой для консолей, и при необходимости можно было легко помещать нужную информацию на дискету как для передачи на другой компьютер, так и для сохранения резервной копии. Когда во время работ началась интеграция между программистами и художниками, находящимися в разных офисах, то обмен информацией сотрудники назвали «кроссовочной сетью» (англ. sneaker network) — работники бегали с дискетами для того, чтобы передать исходный код или графические файлы. Все делалось очень быстро, и это приводило к проблемам — например, исправленные программистом ошибки возникали снова и снова из «неучтённых» копий других сотрудников. Чтобы избежать этого, компьютер Патрика сделали «главным», где собирались все изменения для сборки промежуточной версии игры. В настоящее время подобные проблемы решаются с помощью системы управления версиями, но у компании в то время её не было. Кроме упомянутых сложностей, после интеграции графики и анимации команда быстро столкнулась с нехваткой доступной оперативной памяти. Для преодоления барьера в 640 килобайт разработчики сначала попробовали задействовать расширенную память, а когда это не помогло, переключились на использование защищённого режима.
Особенностью Warcraft стала яркая и контрастная графика, и это отличало её от других игр на персональных компьютерах. Warcraft: Orcs & Humans стала такой, с одной стороны, потому, что ранее художники работали над проектами для игровых приставок Super Nintendo и Sega Genesis, для которых подобное оформление характерно, а с другой стороны, этому способствовал Аллен Адхам, который обеспечил художникам компании работу в ярко освещённых помещениях, что отразилось на конечном результате. Идея Аллена Адхама основывалась на том, что многие играют днём при освещении и аналогичная обстановка у художников заставит их рисовать в соответствующем ключе. Как следствие, это не только повлияло на графику, но и задало художественный стиль серии Warcraft.
В процессе разработки соседствовали организованность и хаос. Одни концепты и их элементы создавались программистами и художниками методично, другие возникали поздним вечером в результате появления новой идеи и только постфактум попадали в дизайн-документ. Часть элементов игры родилась в результате импровизации, и история и мир Warcraft окончательно сформировались только в последние месяцы перед выпуском. Несмотря на то, что разработка была непредсказуемой, её результат нравился и прибавлял желания продолжать игру.
Мощным мотивационным стимулом для разработчиков стала реализация многопользовательского режима между людьми, так как в то время искусственный интеллект в играх жанра был слабым, а туман войны, тактические и стратегические решения противника в реальном времени делали игровой процесс чрезвычайно увлекательным. Но вместе с тем команда столкнулась с проблемами синхронизации. Так как связь по существовавшим тогда каналам связи не была достаточной для передачи в реальном времени всего состояния игрового мира, то программно передавались только команды от интерфейса пользователя и изменения в расчёте на то, что оба компьютера обработают их одинаково. Однако небольшая разница в принимаемых разными программами решениях приводила к рассинхронизации, и игроки оказывались «в разных вселенных». Причин рассинхронизации оказалось много, и работы по исправлению многопользовательского режима велись в течение пяти месяцев.

### Проектирование игрового процесса
Во время разработки ряд идей не был воплощён, что происходило по разным причинам: наличие более привлекательных альтернатив, нехватка времени на реализацию, недостаток аргументов у защитников идеи, невозможность реализации из-за ограничений по памяти компьютера и так далее. Так, изначально были задуманы здания Mason’s Hall (необходимо для постройки каменных зданий), Dwarven Inn (повышение производства камня), Elven Fletcher (улучшение лучников), Tax House и Ale House (повышение скорости тренировки юнитов). Все эти здания несли второстепенные функции. На этапе проектирования от ресурса «камень» отказались из соображений лишней сложности; Elven Fletcher был сохранён и перенесён в сиквел, где он был функционально объединён с другим зданием. Кроме зданий, были проделаны художественные работы по созданию неигровых персонажей, таких как люди-ящеры, хобгоблины и халфлинги. Однако они не попали в финальную версию Warcraft: Orcs & Humans, так как художники не успели нарисовать для них анимацию.
Одной из прорабатываемых идей было создание боевого порядка (англ. Formation). Это оказалось сложным с программной и игровой точек зрения: при движении юнитов, обладающих разной скоростью, сложно держать строй; оказался проблематичным поворот армии на некоторый угол; произошло усложнение интерфейса пользователя. Теоретически разработчики располагали временем для реализации решения проблем, но они переключились на более базовые аспекты. Ещё одной идеей было создание такого персонажа, который был бы аватаром игрока. Такой юнит должен был совершенствовать свои характеристики, исходя из опыта боевых действий, а также переходить из каждого сценария в кампании в следующий. Здесь разработчики столкнулись со сложностью сохранения баланса, так как сильные игроки постепенно от сценария к сценарию получали преимущество, в отличие от слабых, которым играть становилось все сложнее и это их демотивировало. Рассматривалась возможность ввести в Warcraft: Orcs & Humans героев — сильных уникальных юнитов со специализацией. Но в полном объёме это не было реализовано, так как не успели решить вопросы геймдизайна и анимации. Идея получила частичное воплощение (четыре героя присутствуют в сюжете и сценариях) и в дальнейшем постепенно развивалась во второй и третьей частях серии Warcraft.
Во время разработки были случаи, когда после проектирования или тестирования целые зависимые «деревья» решений отменялись. Так, изначально юнитов можно было создавать командами с консоли, и рассматривался ряд идей по тому, как именно их создавать. На этапе проектирования планировалось, что игрок должен строить фермы (как в игре Populous), откуда периодически появляются рабочие, которых можно использовать для добычи ресурсов или строительства зданий, но для боевых действий они слишком слабы. Далее можно было бы отправить их на тренировку в казармы, где после подготовки они превращаются в боевые юниты. Это было обсуждено, но не была зафиксирована форма реализации. Примерно в это время геймдизайнер Рон Миллар и президент Аллен Адхам уехали на конференцию, и к Патрику Уайетту пришёл Стю Роуз, сказавший, что, по его мнению, предложенный механизм слишком сложен и ограничивает свободу в играх жанра. В стратегиях реального времени особенностью является то, что игрок не может быть сконцентрирован на одних событиях долгое время и ему приходится постоянно переключаться между задачами — добычей ресурсов, боевыми действиями, строительством зданий и так далее. Если же для получения юнита нужно много действий, то это приводит к дефициту внимания и снижает играбельность. У Патрика были схожие мысли, и он согласился со Стю, после чего за пару дней реализовал строительство юнита простым способом — нажатием кнопки на панели, после чего юнит появлялся через некоторое время возле здания. К тому времени, когда Рон и Аллан вернулись, в Warcraft: Orcs & Humans уже можно было играть в однопользовательском режиме, и способ строительства был принят как есть.
Для искусственного интеллекта жанр стратегии реального времени сложен в реализации, и для сохранения баланса и интереса однопользовательского режима разработчики применили несколько асимметричных правил. Так, при добыче игрок получал 100 единиц золота из шахты, и её запас уменьшался на столько же. В то же время, когда компьютерный оппонент добывал 100 единиц золота, его шахта истощалась только на 8 единиц. Это было сделано для того, чтобы человек не мог построить непробиваемую оборону и отсидеться до тех пор, пока у противника не закончатся ресурсы. В то же время, если игрок поспешит и разрушит базу противника, то ему достаётся шахта с бо́льшим запасом золота. Кроме того, компьютерный оппонент видел, что делает противник, сквозь туман войны, но это не давало ему особого преимущества. По комментарию разработчиков, это было сделано скорее для того, чтобы компьютер не был «совсем глупым».

## Финансирование и выпуск
| Системные требования | Системные требования                                      | Системные требования                                      |
| -------------------- | --------------------------------------------------------- | --------------------------------------------------------- |
|                      | Рекомендации                                              |                                                           |
| IBM PC               |                                                           |                                                           |
| ОС                   | DOS 5.0 или выше                                          | DOS 5.0 или выше                                          |
| ЦПУ                  | 80386 или лучше, 20 МГц                                   | 80386 или лучше, 20 МГц                                   |
| Объём ОЗУ            | 4 МБ                                                      | 4 МБ                                                      |
| Место на диске       | 13 МБ                                                     | 13 МБ                                                     |
| Видеокарта           | VGA, 256 цветов                                           | VGA, 256 цветов                                           |
| Звуковая плата       | General MIDI, Sound Blaster, Adlib или Pro Audio Spectrum | General MIDI, Sound Blaster, Adlib или Pro Audio Spectrum |
| Устройства ввода     | компьютерная клавиатура и мышь                            | компьютерная клавиатура и мышь                            |
| Mac OS               |                                                           |                                                           |
| ОС                   | OS 7.1+                                                   | OS 7.1+                                                   |
| ЦПУ                  | 68030, 68040 или Power Mac                                | 68030, 68040 или Power Mac                                |
| Объём ОЗУ            | 8 МБ                                                      | 8 МБ                                                      |
| Устройства ввода     | компьютерная клавиатура и мышь                            | компьютерная клавиатура и мышь                            |

В 1990-х годах разработка игр часто во многом зависела от издателей. Так как большая часть проектов не окупалась, разработчикам приходилось для создания и выпуска договариваться с издателем, который финансировал создание игры и брал на себя вопросы маркетинга, серийного производства, розничных продаж и другие. В данных условиях разработчики предлагали свой проект издателям, и условия контрактов во многом определялись степенью готовности игры или её прототипа. Как следствие, чем ближе проект был к стадии готового продукта, тем лучше были условия, о которых могли договориться разработчики, и при этом они с большей вероятностью могли получить оплату в форме роялти (а не фиксированную), авторские права и реализовать игру так, как они задумали, невзирая на давление издателя. В этих условиях Blizzard выбрала два продукта (Warcraft: Orcs & Humans и Games People Play), которые стремилась разработать как можно более самостоятельно. При этом в Blizzard шли работы ещё над четырьмя играми — The Lost Vikings 2, Blackthorne, Justice League Task Force и The Death and Return of Superman, и получаемые с них средства инвестировались в свои проекты.
Команда разработчиков Warcraft требовала расширения и дополнительных ресурсов, и эту проблему внезапно получилось решить во время их приобретения фирмой Davidson & Associates. До этого Silicon & Synapse (ставшая после приобретения Blizzard) выпускала качественные игры, пользующиеся успехом, но большая часть прибыли уходила издателям. Davidson & Associates была многосторонней компанией, планировавшей выход на рынок индустрии развлечений, но столкнувшейся с кадровыми проблемами. В связи с этим она решила приобрести Silicon & Synapse, которая уже имела опыт в создании игр. После слияния Davidson & Associates предоставила средства и сотрудников для работ над Warcraft.
Warcraft: Orcs & Humans стала первой игрой, которую Blizzard издавала самостоятельно. Во время разработки создатели поставили «сумасшедшую цель» — продать Warcraft: Orcs & Humans в количестве 70 000 экземпляров. Вместе с тем компания рассматривала Warcraft как флагманскую игру и бренд, который должен был доказать, что Blizzard может обходиться без издателя. Дополнительно сотрудники компании считали, что Warcraft должен сформировать видение компании на то, какие игры она хочет делать. В эти критерии входили ориентация на аудиторию, которая не тратит много времени на игры (англ. non-core gamers), более детальный и сложный сюжет и сохранение стиля и чувства юмора. С этими идеями Warcraft: Orcs & Humans вышла в ноябре 1994 года на платформе DOS. Критики поставили игре высокие оценки, проект стал успешным, и количество проданных копий превысило 1 миллион экземпляров.
Впоследствии Warcraft: Orcs & Humans была портирована на Mac OS, что было выполнено программистами Брайаном Фитцджеральдом (англ. Brian Fitzgerald) и Дейвом Лоуренсом (англ. Dave Lawrence) к лету 1995 года. Графическое оформление портированной версии было выполнено Джоирэем Холлом (англ. Joeyray Hall). Игра стала первым продуктом Blizzard на платформе Mac OS.

## Оценки и мнения
| Иноязычные издания           | Иноязычные издания                                                              | Иноязычные издания                                                              |
| Издание                      | Оценка                                                                          | Оценка                                                                          |
| Издание                      | DOS                                                                             | Mac                                                                             |
| ---------------------------- | ------------------------------------------------------------------------------- | ------------------------------------------------------------------------------- |
| CGW                          | [ 12 ]                                                                          |                                                                                 |
| Dragon                       |                                                                                 | [ 31 ]                                                                          |
| Génération 4                 | 92 %                                                                            |                                                                                 |
| Power Play                   | 75 %                                                                            |                                                                                 |
| Mac Gamer                    |                                                                                 | 92 %                                                                            |
| Next Generation              |                                                                                 | [ 34 ]                                                                          |
| Abandonia                    | 4/5                                                                             |                                                                                 |
| Just Games Retro             | [ 16 ]                                                                          |                                                                                 |
| PC Fun                       | 14/20 17/20                                                                     |                                                                                 |
| Coming Soon Magazine         | 91 %                                                                            |                                                                                 |
| Pelit                        | 90 %                                                                            |                                                                                 |
| PC Joker                     | 83 %                                                                            |                                                                                 |
| PC Player                    | 83 %                                                                            |                                                                                 |
| Secret Service               | 90 %                                                                            |                                                                                 |
| Русскоязычные издания        |                                                                                 |                                                                                 |
| Издание                      | Оценка                                                                          | Оценка                                                                          |
| Издание                      | DOS                                                                             | Mac                                                                             |
| Магазин игрушек              | [ 40 ]                                                                          |                                                                                 |
| Награды                      |                                                                                 |                                                                                 |
| Издание                      | Награда                                                                         | Награда                                                                         |
| Computer Gaming World (1996) | Рейтинг лучших игр всех времён, 125-е место                                     | Рейтинг лучших игр всех времён, 125-е место                                     |
| Computer Gaming World (1996) | Рейтинг самых сенсационных игр всех времён, 8-е место                           | Рейтинг самых сенсационных игр всех времён, 8-е место                           |
| Game.EXE (1999)              | Лучшие компьютерные игры 1990-х годов по версии лучших разработчиков, 9-е место | Лучшие компьютерные игры 1990-х годов по версии лучших разработчиков, 9-е место |

Игровая пресса восприняла Warcraft: Orcs & Humans преимущественно положительно. Авторы обзоров хорошо отозвались о многопользовательском режиме, графике, анимации, атмосфере, разнообразии игровых механик. В звуковом сопровождении отметили наличие речевого сопровождения персонажей и соответствующую теме музыку. Критики не прошли мимо сходства игры с Dune II, и некоторые из них расценили новую игру как клон предшествующей, но в то же время было отмечено, что в Warcraft: Orcs & Humans лучше проработан искусственный интеллект, выбран другой сеттинг, введён многопользовательский режим, лучше проработан сценарий, а миссии кампаний более разнообразны. Критики нашли ряд различных недостатков, касающихся аспектов игровых механик, искусственного интеллекта, модемного соединения и других.
Журналисты сравнивали Warcraft: Orcs & Humans с другими играми, чаще всего с Dune II, указывая на их сходство. Так, в рецензии Computer Gaming World критик писал, что Blizzard «украли» сеттинг у Толкиена, игровой процесс — у Dune II, а строительство зданий — у SimCity. Два обозревателя Génération 4 посчитали Warcraft: Orcs & Humans клоном Dune II, но одновременно рассказали об ажиотаже, который она вызвала в редакции, так как оказалась намного более совершенной и интересной. В Pelit игру также назвали клоном Dune II с отличиями на уровне сеттинга и наличия многопользовательского режима, но отметили, что у новой игры лучше искусственный интеллект. Сравнение с Dune II прозвучало и в PC Player, где обозреватель сравнил персонажей с «солдатами Дюны на маскараде», но отметил, что в Warcraft: Orcs & Humans миссии кампаний более приятны и разнообразны, хотя, по мнению рецензента, между тем, чем занимаются люди и орки, различие только в именах и общем виде.
Положительных отзывов удостоился многопользовательский режим. Автор обзора в Computer Gaming World, перечислив ряд недостатков, в конце заявил, что все замечания «рассыпаются в пыль», как только по ту сторону модема или сети оказывается другой человек. Журналист высоко оценил качество реализации интерфейса Warcraft: Orcs & Humans для игры по сети, особо отметив возможности совместной настройки опций. Схожее мнение прозвучало в PC Player, где был оставлен хороший отзыв о многопользовательском режиме, который сглаживает недостатки искусственного интеллекта, проявляющиеся в однопользовательском режиме. В Génération 4 новый режим оставил хорошее впечатление, хотя журналисты посетовали на отсутствие совместной кампании для двух игроков. В то же время критик Pelit счёл недостатком медлительность игры, проявлявшуюся в особенности при модемном соединении.
Предложенные Blizzard игровые механики были также восприняты положительно. Об этом писали в Génération 4, где отметили разнообразие юнитов, зданий и заклинаний. Рецензент Computer Gaming World предположил, что Warcraft: Orcs & Humans не подойдёт тем, кто привык к аккуратному и долгому планированию своих ходов, — здесь нужно уметь «держать темп». В то же время действия происходят при ограниченных ресурсах (как игровых, так и реального времени игрока), когда необходимо заниматься долгосрочным планированием и решением тактических задач, — это обозреватель посчитал безусловным достоинством, которое сочетается с разнообразием игрового процесса. В Pelit отметили симметрию игровых механик за людей и орков. Критик PC Player посчитал, что Warcraft: Orcs & Humans легка в обучении и при этом требует стратегического мышления. Игровой процесс был описан в журнале как практически идеально сбалансированный с разумной напряжённостью реального времени и наличием разнообразных юнитов, которые не перегружены лишними деталями. В статье журнала «Магазин игрушек» Warcraft: Orcs & Humans была отнесена к числу «лучших стратегических игр последнего времени». Главным достоинством автор публикации посчитал простоту интерфейса, также положительно отозвавшись о разнообразии боевых юнитов. Недостатком было названо то, что создаваемые магией войска слишком сильные, что упрощает игру.
Искусственный интеллект рецензенты посчитали более мощным, чем в Dune II, но всё ещё недостаточным. В Computer Gaming World сообщили, что недостаток характерен для игр жанра, а в Warcraft: Orcs & Humans ИИ, по мнению рецензента Криса Ломбарди, оказался «легковерным» и предсказуемым, из-за чего после того, как игрок понимает стратегию компьютера, игра в большинстве сценариев становится «проще пареной репы».
Хорошие отзывы прозвучали о сценарии, сеттинге и атмосфере Warcraft: Orcs & Humans. Об этом говорил обозреватель PC Joker, который, помимо того, отметил создающую правильное настроение музыку и разнообразие заданий, с чем согласились в PC Player и Génération 4. В последнем журнале похвалили фэнтезийно-героическую атмосферу игры. При этом критики Génération 4 посоветовали разработчикам сделать игрокам редактор карт. Редакцию журнала «Магазин игрушек» порадовало озвучивание персонажей, но было сообщено, что кампании показались «слишком короткими». Автора обзора Computer Gaming World особенно порадовал сценарий в Warcraft: Orcs & Humans, когда каждая миссия представляется как некоторый эпизод большой войны, в котором заложен определённый смысл, а игровой процесс сценария его отражает.
В публикации Coming Soon Magazine особенно рекомендовали версию на CD, так как в ней есть речевое сопровождение, отсутствующее в версии на дискетах и делающее игру более захватывающей. В целом Warcraft: Orcs & Humans была названа отличной игрой, не купить которую было бы непростительно. В Pelit в положительные качества записали простоту интерфейса, приятную графику и звук. Сходные отзывы об этой стороне игрового процесса прозвучали и в PC Joker.

### Награды
Редакция Computer Gaming World в 1996 году в своём рейтинге самых сенсационных игр всех времён поставила Warcraft: Orcs & Humans на 8-е место, прокомментировав: «мало кто сейчас помнит, что до этого блокбастера Blizzard была маленькой и рискованной авантюрой [компании] Davidson». В общем рейтинге лучших игр всех времён, опубликованном в том же выпуске Computer Gaming World, редакция поместила Warcraft: Orcs & Humans на 125-е место, описав её как «смелое воплощение в реальном времени древнего конфликта людей и орков с особо элегантной реализацией сетевой составляющей».
В 1999 году в Game.EXE был опубликован рейтинг лучших компьютерных игр 1990-х годов по версии лучших разработчиков, в котором Warcraft: Orcs & Humans разделила 9-е место с ещё тремя играми — Age of Empires, Tomb Raider и Total Annihilation.

## Наследие
Warcraft: Orcs & Humans рассматривается как одна из игр, на основе которых сформировался жанр стратегии в реальном времени. Наряду с Command & Conquer, Total Annihilation и Myth: The Fallen Lords она рассматривается как образец и характерный пример в этом жанре. Несмотря на то, что первая относящаяся к стратегиям реального времени игра (Utopia) появилась в 1981 году, а первой современной представительницей считается Dune II, появление Warcraft: Orcs & Humans и новаторская реализация многопользовательского режима заложили основу жанра и популяризировали его в середине 1990-х годов. В 2001 году Брюс Герик в GameSpot причислил Warcraft: Orcs & Humans и Command & Conquer к первой волне стратегий реального времени, а появление этого жанра в игровой индустрии сравнил с появлением само́й всемирной паутины. Герик подчеркнул, что более ранние стратегические игры были принципиально пошаговыми, не ограничивая время на размышление, но появление перечисленных игр изменило ситуацию. В дальнейшем Warcraft совместно с Command & Conquer породили множество клонов, но те отличались от них лишь незначительными изменениями в игровом процессе (например, указанием точек пути маршрута или изменениями последовательности производства юнитов). Как следствие, эти игры не смогли выдержать конкуренции и исчезли.
Warcraft: Orcs & Humans стала первой игрой в одной из самых известных франшиз, а слово Warcraft — одним из самых узнаваемых в игровой индустрии. Созданная Вселенная Warcraft со временем начала включать в себя не только компьютерные игры, но и романы, а в 2016 году был выпущен одноимённый фильм.